# Vol Avioimpex 110
Le 20 novembre 1993 le Yakovlev Yak-42 assurant le vol 110 de la compagnie macédonienne Avioimpex s'écrase près de l'aéroport d'Ohrid (Macédoine du Nord). Les 116 occupants de l'avion sont décédés.

## Déroulement du vol
Le 20 novembre 1993, le Yak-42 immatriculé RA-42390 (loué à une compagnie russe) assurant le vol non régulier Genève-Skopje est obligé de se dérouter sur l'aéroport d'Ohrid à cause du mauvais temps qui sévissait sur la capitale macédonienne (importantes chutes de neige).
La première approche est abandonnée et l'équipage en tentait une seconde quand l'appareil percute le mont Trojani et explose,.

## Bilan
Les 8 membres d'équipage et 107 passagers meurent sur le coup dans la catastrophe ; un passager serbe, Rade Jevremovic, survit dans un premier temps mais décède quelques jours après (décès mentionné dans un journal du 2 décembre). 

## Causes
Les enquêteurs relevèrent l'absence de VOR à Ohrid. Une commission russe releva des problèmes de communication entre le contrôleur qui utilisait le macédonien et l'équipage qui s'exprimait en russe.

## Sources
- Aviation Safety Network